# Fiumei határozat
A fiumei határozat egy politikai dokumentum volt, amelyet 1905. október 3-án írtak alá Fiuméban a dalmáciai és isztriai tartományi parlamentek horvát és szerb képviselőinek, valamint a horvát bán képviselőinek kétnapos találkozója után.

## Előzmények
A magyarországi ellenzéki koalíció, főként a Kossuth-féle Függetlenségi Párt 1905 éveleji nagyarányú választási győzelme után a magyar és a horvát ellenzék, valamint a magyarországi és horvátországi szerb radikálisok viszonyát a fokozatos közeledés jellemezte. Addig azonban a horvátországi horvát–szerb ellentét nem tette lehetővé egy szélesebb horvátországi politikai koalíció létrehozását. Ennek feltételei a magyar ellenzék győzelmével megteremtődtek.

## A határozat
A határozat az „új kurzus” politikájából következett, amelyet 1903 augusztusában horvátországi és dalmáciai horvát és szerb politikusok kezdeményezésére indítottak el a horvát területek Monarchiában elfoglalt helyzetének egységesítése és javítása, valamint az elnémetesítés és a német „keleti terjeszkedés” politikája elleni küzdelem érdekében, amelyet a magyarokhoz és az olaszokhoz való közeledéssel kellett elérni. A határozat megszövegezését főként Ante Trumbić, Frano Supilo, Pero Čingrija és Stjepan Zagorac szorgalmazta, és a Tiszta Jogok Pártja és a Horvát Népi Parasztpárt kivételével valamennyi horvát párt támogatta.
A határozat támogatta a magyar ellenzék állami függetlenségre irányuló törekvéseit, támogatását fejezte ki Kossuth Ferenc Függetlenségi és Negyvennyolcas Pártja mellett azzal, hogy a horvát és a magyar nép megbékélésére törekszik. Egyúttal hangsúlyozták egyúttal a horvát nép önálló kulturális, politikai és gazdasági fejlődésének biztosítását is. A határozat arra is kötelezte Magyarországot, hogy fogadja el a Dalmát Királyságnak Horvát–Szlavón Királysághoz való csatolását. Tekintettel a horvát bán közjogi helyzetére, követelték az alkotmányos szabadságjogok bevezetését, valamint minden demokratikus, polgári és politikai szabadságjog biztosítását. A határozat a horvát–magyar rendezés szigorú végrehajtását követelte a Horvátország és Magyarország, valamint Horvátország és a Monarchia osztrák részének közös ügyeivel kapcsolatos határozatának részleges módosításával. Nem sokkal a határozat elfogadása után bizottságot hoztak létre, amely tárgyalásokat kezdett magyar ellenzéki politikusokkal.
A fiumei határozat megszövegezésében Horvátország minden politikusa, köztük szerb politikusok is részt vettek. A horvát és a szerb politikusok viszonyában az „új kurzus” politikájából és a fiumei határozatból eredő jelentős javulás motivációja hatására 1905. október 17-én Zárában a szerb politikusok, a dalmát parlament és a birodalmi tanács tagjai, elfogadták az ún. zárai határozatot. Mindkét határozat megelőzte a horvát–szerb koalíció 1905 végi megalakulását, amely 1918-ig a központi politikai erő volt Horvátországban.

## Utóhatás
A fiumei és a zárai határozatok alapján megindult a magyar-horvát-szerb politikai szövetkezés, amely azonban rövid életűnek bizonyult, mert bár a magyar ellenzéki koalíció vezetői a még 1905-ben meginduló tárgyalások során megígérték, hogy a koalíció hatalomra jutása esetén teljesítik a horvát igényeket, az ígéretet azonban az 1906. április 6-án hivatalba lépő koalíciós kormány nem váltotta be. Sőt, több kérdésben, például a vasúti szolgálati nyelv kérdésében a tárgyalások szellemével ellentétesen járt el. Így 1907 folyamán végleges szakítás következett be a magyar függetlenségi koalíciós kormány és a Horvát-Szlavónországban kormányzó horvát–szerb koalíció között.

## Fordítás
Ez a szócikk részben vagy egészben  a   Riječka rezolucija című horvát Wikipédia-szócikk ezen változatának fordításán alapul.  Az eredeti cikk szerkesztőit annak laptörténete sorolja fel. Ez a jelzés csupán a megfogalmazás eredetét és a szerzői jogokat jelzi, nem szolgál a cikkben szereplő információk forrásmegjelöléseként.